# Деревянный мост (Владикавказ)
Деревянный мост — несохранившийся мост через реку Терек в городе Владикавказ, Северная Осетия, Россия. Соединял улицы Генеральскую (Пашковского) и Слепцовскую (Маяковского).

## История
Деревянный мост был построен в 1869 году. Отмечен на карте города 1871 года. Отмечен на плане города Владикавказа 1911 года. Первоначально использовался для гужевого и пешеходного движения. Позже стал использоваться и для автомобильного транспорта. В частности, в 1930-х гг. по мосту проходил один из первых маршрутов городского автобуса.
В 1940-х гг. неподалеку, в створе улицы Кирова, был построен новый железобетонный Кировский мост. В связи с этим Деревянный мост потерял транспортное значение и вскоре был снесен.